# Lionel Warawara
Lionel Warawara (Boe Lionel Warawara ou Boe Warawara) est un ancien boxeur vanuatais né le 25 janvier 1995 à Luganville. Il fut actif de 2013 à 2018 en tant que boxeur amateur.

## Biographie
Son père, Uri Warawara, est député vanuatais et entraîneur. Lionel remporte le 26 août 2018, à Brisbane, la médaille d'or du tournoi australien Golden Gloves. Pour ce championnat, il s'enregistre au Warrior Boxing Club Association. Son entraîneur est Johnny Black.
Il participa notamment aux 12 combats amateurs listés ci-dessous entre le 17 juillet 2015 et le 7 avril 2018.
Il a gagné 6 combats:
- 29 août 2015 à Canberra,  Australie, contre Henry Umings
- 30 août 2015 à Canberra,  Australie, contre Jayden Hansen
- 6 octobre 2015 à Doha,  Qatar, au Ali Bin Hamad al-Attiyah Arena, contre Yakub Meredov
- 28 juin 2017 à Gold Coast,  Australie, contre Keegan O'Kane Jones
- 14 décembre 2017 à Port Vila,  Vanuatu, au Korman Sports Complex, contre Beupu Noki
- 15 décembre 2017 à Port Vila,  Vanuatu, au Korman Sports Complex, contre Yachen Cook

Il a perdu 6 combats:
- 17 juillet 2015 à Port Moresby,  Papouasie-Nouvelle-Guinée, au Caritas Technical Secondary School Auditorium, contre Henry Umings
- 8 octobre 2015 à Doha,  Qatar, au Ali Bin Hamad al-Attiyah Arena, contre Hakan Erseker
- 10 août 2016 à Rio de Janeiro,  Brésil, à Riocentro, contre Vladimir Nikitin
- 29 juin 2017 à Gold Coast,  Australie, contre Sam Goodman
- 25 août 2017 à Hambourg,  Allemagne, au Alsterdorfer Sporthalle, contre Lee McGregor
- 7 avril 2018 à Gold Coast,  Australie, au Oxenford Studios, contre Mohamed Hussamuddin

## Palmarès

### Jeux nationaux du Vanuatu
- Médaille d'or dans la catégorie poids coqs (-56 kg) en 2013 et 2014[3]

### Tournoi de sélection nationale du Vanuatu
- 1er dans la catégorie poids coqs (-56 kg) en 2015[3]

### Jeux du Pacifique
- Médaille de bronze dans la catégorie poids coqs (-56 kg) en 2015 à Port Moresby,  Papouasie-Nouvelle-Guinée[3]

### Championnats de boxe de la Confédération de l'Océanie
- Médaille d'or dans la catégorie poids coqs (-56 kg) en 2015 à Canberra,  Australie[3]

### Jeux olympiques
- 17e dans la catégorie poids coqs (-56 kg) en 2016 à Rio de Janeiro,  Brésil

| Athlète         | Catégorie           | 1/16e de finale         | 1/8e de finale      | Quart de finale     | Demi finale         | Finale              | Rang    |
| Athlète         | Catégorie           | Adversaire Résultat     | Adversaire Résultat | Adversaire Résultat | Adversaire Résultat | Adversaire Résultat | Rang    |
| --------------- | ------------------- | ----------------------- | ------------------- | ------------------- | ------------------- | ------------------- | ------- |
| Lionel Warawara | Poids coqs (-56 kg) | Battu par Nikitin 0 - 3 | Éliminé             | Éliminé             | Éliminé             | Éliminé             | Éliminé |